# Anthony Levine
Anthony Levine (Abbeville, 27 marzo 1987) è un ex giocatore di football americano statunitense che ha militato nel ruolo di safety per i Baltimore Ravens della National Football League (NFL). Al college ha giocato a football alla Tennessee State University.

## Carriera professionistica
Dopo non essere stato scelto nel Draft NFL 2010, Levine firmò coi Green Bay Packers, con cui passò nella squadra di allenamento le stagioni 2010 e 2011. Nel 2012 passò ai Baltimore Ravens con cui debuttò come professionista disputando due gare nella stagione regolare mettendo a segno un tackle. Mentre si trovava nella squadra di allenamento, nel gennaio 2013, i Ravens vinsero il Super Bowl XLVII. Nella stagione successiva disputò tutte le 16 partite, nessuna delle quali come titolare, facendo registrare 10 tackle.

## Palmarès
- Super Bowl : 2

Green Bay Packers: Super Bowl XLV
Baltimore Ravens: Super Bowl XLVII
- National Football Conference Championship: 1

Green Bay Packers: 2010
- American Football Conference Championship: 1

Baltimore Ravens: 2012